# Изабелин (Брестская область)
Изабе́лин (бел. Ізабелін) — деревня в Кобринском районе Брестской области Белоруссии. Входит в состав Хидринского сельсовета.
По данным на 1 января 2016 года население составило 44 человека в 23 домохозяйствах.

## География
Деревня расположена в 12 км к востоку от города и станции Кобрин, в 56 км к востоку от Бреста, на автодороге Р127 Кобрин-Дивин.

## История
Населённый пункт известен с 1563 года как село Гваричи в Кобринской экономии Великого княжества Литовского, 11 волок земли. В 1629 году упоминается земянин Николай Выриковский.
В результате третьего раздела Речи Посполитой (1795) деревня оказалась в составе Российской империи (Кобринский уезд). С 1801 года в составе Гродненской губернии. В 1890 году Изабелин — имение Верковских в Блоцкой (Болотской) волости, 362 десятины земли. В 1905 году в имении проживало 16 человек.
С 1921 года в составе Польши, в Блоцкой гмине Кобринского повета Полесского воеводства, однако по данным на этот год население в имении отсутствовало.
В 1940 году, после вхождения в состав БССР, — хутор, 11 дворов, 38 жителей. В Великую Отечественную войну оккупирована немцами с июня 1941 года до июля 1944 года.
Согласно переписи 1970 года Изабелин насчитывал 118 жителей. В 1999 году в деревне насчитывалось 33 хозяйства, 69 жителей, в составе колхоза «Заря» (с 2004 года СПК «Восходящая заря» с центром в деревне Хидры).
В разное время население составляло:
- 1999 год: 33 хозяйства, 69 человек;
- 2009 год: 48 человек;
- 2016 год[3]: 23 хозяйства, 44 человека;
- 2019 год[1]: 41 человек.